# 20-й Вирджинский пехотный полк
20-й Вирджинский добровольческий пехотный полк (англ. 20th Virginia Volunteer Infantry Regiment) был пехотным полком, набранным в штате Виргиния для службы в армии Конфедерации во время Гражданской войны в США. Он просуществовал несколько месяцев в 1861 году.
20-й Вирджинский был сформирован в июле 1861 года. Его роты были набраны в Ричмонде и округах Люнеберг, Поуатан, Бэкингем, Принс-Эдвард, Галифакс и Брунсвик. Две его роты попали в плен в сражении при Рич-Маунтин 11 июля, а остальные пять были расформированы в сентябре.
Позже последовала неудачная попытка реорганизации, и в итоге две роты были присоединены к 59-му вирджинскому полку.